# Апукарана
Апукарана (порт. Apucarana) — муниципалитет в Бразилии, входит в штат Парана. Составная часть мезорегиона Северо-центральная часть штата Парана. Входит в экономико-статистический  микрорегион Апукарана. Население составляет 121 290 человек на 2009 год. Занимает площадь 558,388 км². Плотность населения — 210,0 чел./км².

## История
Город основан 28 января 1944 года.

## Статистика
- Валовой внутренний продукт на 2004 год составляет 832 930 486,00 реалов (данные: Бразильский институт географии и статистики).
- Валовой внутренний продукт на душу населения на 2004 год составляет 7282,00 реалов (данные: Бразильский институт географии и статистики).
- Индекс развития человеческого потенциала на 2000 год составляет 0,799 (данные: Программа развития ООН).

## География
Климат местности: субтропический. В соответствии с классификацией Кёппена, климат относится к категории Cfa.

## Галерея

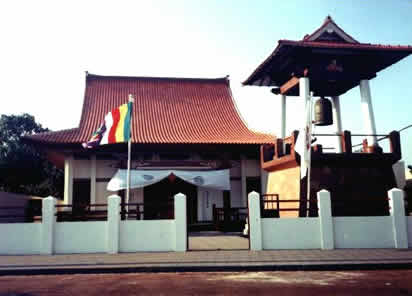
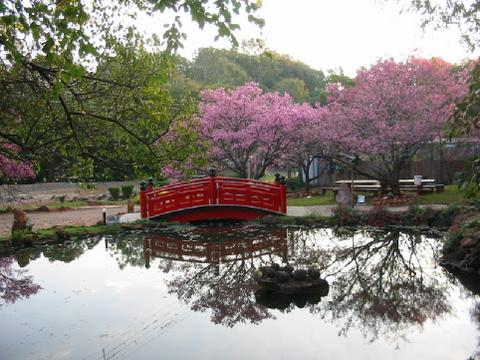
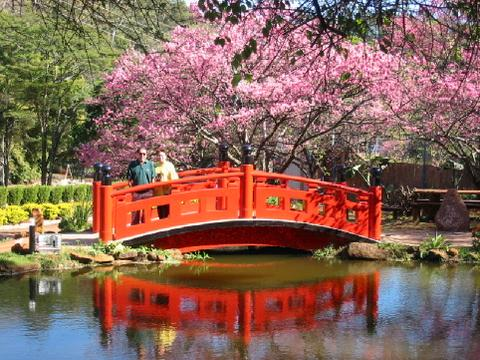